# Andrija Živković
Andrija Živković (serbio cirílico: Андрија Живковић; Niš, Nišava, Serbia, 11 de julio de 1996) es un futbolista serbio que juega como centrocampista en el PAOK de Salónica F. C. de la Superliga de Grecia.
Con 17 años, 7 meses y 18 días se convirtió en el futbolista más joven en ser capitán del Partizán de Belgrado. Fue internacional con la selección absoluta de su país a los 17 años y se convirtió en el jugador más joven en disputar un encuentro con Serbia.

## Selección nacional

### Categorías inferiores
Ha sido internacional con la selección de Serbia en las categorías sub-16, sub-17, sub-19, sub-20 y sub-21.
Su mayor logro lo consiguió el 20 de junio de 2015, fecha en la que jugaron la final de la Copa Mundial Sub-20 en Nueva Zelanda, se enfrentaron a Brasil, selección que contaba con figuras como Andreas Pereira, Malcom, Gabriel Boschilia y Gabriel Jesus. Fue un partido parejo, en el que finalizaron 1 a 1 en los 90 minutos, fueron a un alargue y faltando 2 minutos, Andrija le brindó un pase a Nemanja Maksimović, que convirtió en gol, lo que significó el triunfo definitivo por 2 a 1.

#### Participaciones en categorías inferiores
| Competición                                   | Sede            | Resultado     | Partidos | Goles |
| --------------------------------------------- | --------------- | ------------- | -------- | ----- |
| Campeonato Europeo Sub-17 de la UEFA 2012     | Eslovenia       | Ronda Élite   | 6        | 0     |
| Campeonato Europeo Sub-17 de la UEFA 2013     | Eslovaquia      | Ronda Élite   | 5        | 4     |
| Campeonato Europeo de la UEFA Sub-19 2014     | Hungría         | Tercer puesto | 5        | 1     |
| Campeonato Europeo de la UEFA Sub-19 2015     | Grecia          | Ronda Élite   | 3        | 1     |
| Eurocopa Sub-21 de 2015                       | República Checa | Fase final    | 2        | 0     |
| Copa Mundial Sub-20 de 2015                   | Nueva Zelanda   | Campeón       | 7        | 2     |
| Clasificación para la Eurocopa Sub-21 de 2017 | Europa          | Clasificado   | 2        | 0     |

### Absoluta
Fue convocado por primera vez con 17 años, para estar a la orden en una fecha FIFA de octubre.
Debutó con la selección absoluta de Serbia el 11 de octubre de 2013, se enfrentaron a Japón en un amistoso, Andrija ingresó al minuto 60 con la camiseta número 19 y ganaron 2 a 0. Disputó su primer encuentro con 17 años y 92 días.
Luego, estuvo en el banco de suplentes contra Macedonia, encuentro por la clasificación al Mundial de Brasil 2014, no tuvo minutos pero ganaron 5 a 1.
Para las fechas FIFA de noviembre, volvió a ser convocado. Jugó 8 minutos en un partido amistoso contra Rusia, el 15 de noviembre en el Zabeel Stadium, empataron 1 a 1.
En el 2014, no volvió a ser considerado, debido a que se enfocó en las selecciones juveniles, sub-19, sub-20 y sub-21.
Luego de salir campeón del mundo con la selección sub-20 en 2015, fue citado a la mayor para las fechas FIFA de septiembre.
El 4 de septiembre de 2015, fue titular por primera vez con la absoluta, jugaron contra Armenia en la clasificación a la Eurocopa 2016, brindó una asistencia y ganaron 2 a 0.

#### Participaciones en absoluta
| Competición   | Sede     | Resultado    | Partidos | Goles |
| ------------- | -------- | ------------ | -------- | ----- |
| Mundial 2018  | Rusia    | Primera fase | 1        | 0     |
| Mundial 2022  | Catar    | Primera fase | 3        | 0     |
| Eurocopa 2024 | Alemania | Primera fase | 3        | 0     |

## Estadísticas
Actualizado al 11 de mayo de 2025.
| Club | Div.          | Temporada     | Liga  | Liga  | Copas nacionales(1) | Copas nacionales(1) | Torneos internacionales(2) | Torneos internacionales(2) | Total | Total |
| Club | Div.          | Temporada     | Part. | Goles | Part.               | Goles               | Part.                      | Goles                      | Part. | Goles |
| --- | ------------- | ------------- | ----- | ----- | ------------------- | ------------------- | -------------------------- | -------------------------- | ----- | ----- |
| F. K. Partizán Serbia | 1.ª           | 2012-13       | 1     | 0     | 0                   | 0                   | 0                          | 0                          | 1     | 0     |
| F. K. Partizán Serbia | 1.ª           | 2013-14       | 23    | 5     | 1                   | 0                   | 1                          | 0                          | 25    | 5     |
| F. K. Partizán Serbia | 1.ª           | 2014-15       | 24    | 5     | 6                   | 2                   | 10                         | 0                          | 40    | 7     |
| F. K. Partizán Serbia | 1.ª           | 2015-16       | 15    | 7     | 1                   | 0                   | 11                         | 5                          | 27    | 12    |
| F. K. Partizán Serbia | Total club    | Total club    | 63    | 17    | 8                   | 2                   | 22                         | 5                          | 93    | 24    |
| S. L. Benfica Portugal | 1.ª           | 2016-17       | 15    | 0     | 8                   | 1                   | 1                          | 0                          | 24    | 1     |
| S. L. Benfica Portugal | 1.ª           | 2017-18       | 21    | 3     | 4                   | 0                   | 5                          | 0                          | 30    | 3     |
| S. L. Benfica Portugal | 1.ª           | 2018-19       | 16    | 0     | 6                   | 0                   | 8                          | 0                          | 30    | 0     |
| S. L. Benfica Portugal | 1.ª           | 2019-20       | 3     | 0     | 1                   | 0                   | 0                          | 0                          | 4     | 0     |
| S. L. Benfica Portugal | Total club    | Total club    | 55    | 3     | 19                  | 1                   | 14                         | 0                          | 88    | 4     |
| PAOK de Salónica F. C. · Grecia | 1.ª           | 2020-21       | 33    | 10    | 6                   | 1                   | 9                          | 3                          | 48    | 14    |
| PAOK de Salónica F. C. · Grecia | 1.ª           | 2021-22       | 31    | 3     | 7                   | 0                   | 14                         | 4                          | 52    | 7     |
| PAOK de Salónica F. C. · Grecia | 1.ª           | 2022-23       | 33    | 7     | 6                   | 0                   | 2                          | 0                          | 41    | 7     |
| PAOK de Salónica F. C. · Grecia | 1.ª           | 2023-24       | 29    | 10    | 5                   | 3                   | 15                         | 6                          | 49    | 19    |
| PAOK de Salónica F. C. · Grecia | 1.ª           | 2024-25       | 25    | 8     | 4                   | 2                   | 13                         | 2                          | 42    | 12    |
| PAOK de Salónica F. C. · Grecia | Total club    | Total club    | 151   | 38    | 28                  | 6                   | 53                         | 15                         | 232   | 59    |
| Total carrera | Total carrera | Total carrera | 269   | 58    | 55                  | 9                   | 89                         | 20                         | 413   | 87    |
| (1)Incluidos los datos de la Copa de Serbia (2013-14, 2014-15, 2015-16) (2)Incluidos los datos de la Liga Europa de la UEFA (2013-14, 2014-15, 2015-16) y Liga de Campeones de la UEFA (2014-15, 2015-16) |               |               |       |       |                     |                     |                            |                            |       |       |

## Palmarés

### Títulos nacionales
| Título                | Club                    | País     | Año  |
| --------------------- | ----------------------- | -------- | ---- |
| Superliga de Serbia   | F. K. Partizán Belgrado | Serbia   | 2013 |
| Superliga Serbia      | F. K. Partizán Belgrado | Serbia   | 2015 |
| Copa de Serbia        | F. K. Partizán Belgrado | Serbia   | 2016 |
| Supercopa de Portugal | S. L. Benfica           | Portugal | 2016 |
| Primeira Liga         | S. L. Benfica           | Portugal | 2017 |
| Copa de Portugal      | S. L. Benfica           | Portugal | 2017 |
| Supercopa de Portugal | S. L. Benfica           | Portugal | 2017 |
| Primeira Liga         | S. L. Benfica           | Portugal | 2019 |
| Supercopa de Portugal | S. L. Benfica           | Portugal | 2019 |
| Copa de Grecia        | PAOK de Salónica F. C.  | Grecia   | 2021 |
| Superliga de Grecia   | PAOK de Salónica F. C.  | Grecia   | 2024 |

### Títulos internacionales
| Título              | Club (*)            | País          | Año  |
| ------------------- | ------------------- | ------------- | ---- |
| Copa Mundial sub-20 | Selección de Serbia | Nueva Zelanda | 2015 |

(*) Incluyendo la selección.

### Distinciones individuales
| Distinción                                                                               | Año  |
| ---------------------------------------------------------------------------------------- | ---- |
| Parte de los 50 mejores futbolistas sub-18 del mundo según medio Goal.com                | 2014 |
| Joven de la semana para UEFA.com (mes de octubre, semana #5)                             | 2015 |
| Parte de los 50 mejores futbolistas sub-20 del mundo según medio La Gazzetta dello Sport | 2016 |